# Agromiasteczko

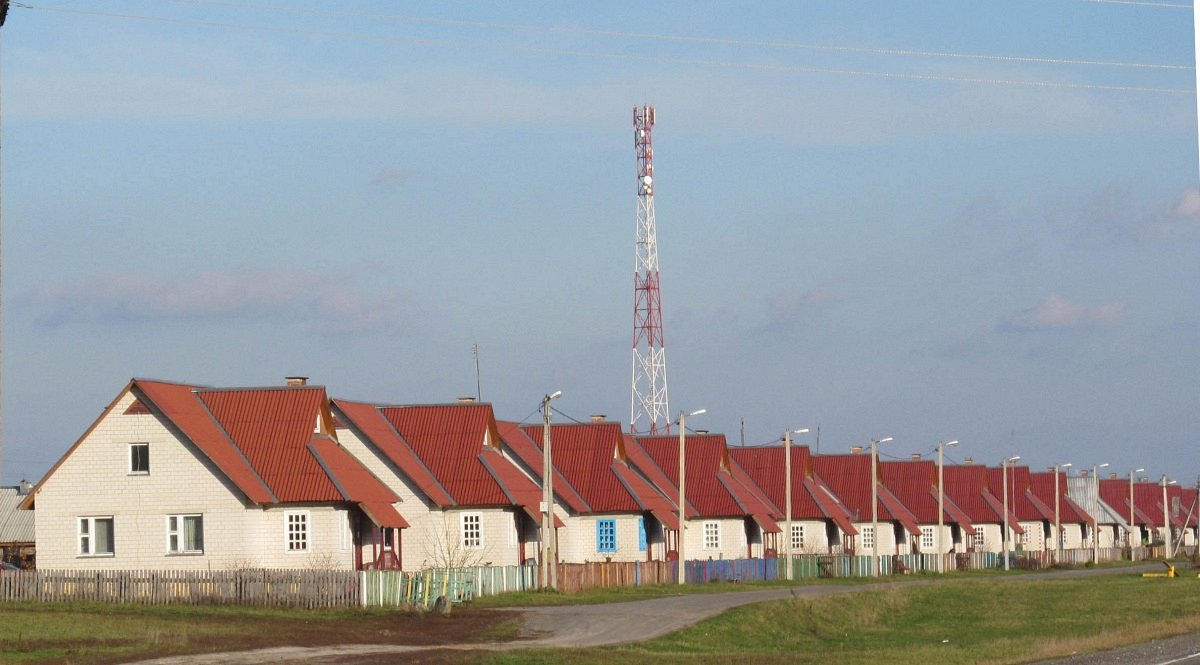
Agromiasteczko Borowe w rejonie lelczyckim

Agromiasteczko (ros. aгрогородок, agrogorodok; biał. aграгарадок, ahraharadok) – osiedle rolnicze wybudowane na terenach wiejskich na podstawie rozplanowania miejskiego, stanowiące centrum mieszkaniowo-administracyjno-gospodarczo-usługowe, w którym stworzono infrastrukturę produkcyjną i społeczną zapewniającą ludności odpowiedni poziom życia.
Idea tego typu osadnictwa została rozpropagowana w latach 70. XX w. w byłym ZSRR, choć jej przykłady występują również w Polsce (np. Manieczki). Od 2005 r. agromiasteczka przeżywają swój renesans na Białorusi, w związku z przyjęciem „Państwowego Programu Odrodzenia i Rozwoju Obszarów Wiejskich na lata 2005–2010”. Ustawa o podziale administracyjno-terytorialnym i trybie rozwiązywania spraw ustroju administracyjno-terytorialnego Republiki Białorusi definiuje agromiasteczko jako „dobrze rozwiniętą osadę wiejską z infrastrukturą przemysłową i społeczną, której celem jest zapewnienie standardów socjalnych ludności zamieszkującej jednostkę terytorialną oraz tereny przyległe”. Zazwyczaj w agromiasteczku mieszka mniej niż 1000 osób. Pod koniec pierwszej dekady XXI w. - w ramach współpracy białorusko-wenezuelskiej - rozpoczęło się stopniowe rozprzestrzenianie tego typu osadnictwa i organizacji produkcji rolnej w Wenezueli.